# Parannoul
Parannoul (hangul: 파란노을) is de artiestennaam van een verder anonieme Zuid-Koreaanse shoegaze-muzikant. Hij heeft drie soloalbums uitgebracht, Let's Walk on the Path of a Blue Cat (2020), To See the Next Part of the Dream (2021), After the Magic (2023) en Sky Hundred(2024). Hij heeft ook een gezamenlijk album uitgebracht, Downfall of the Neon Youth (2021), met collega shoegaze-muzikanten Asian Glow en sonhos tomam conta.

## Biografie
Parannoul bracht zijn eerste album Let's Walk on the Path of a Blue Cat in 2020 en To See the Next Part of the Dream in 2021 uit via Bandcamp. Hij heeft aan populariteit gewonnen via Bandcamp, Rate Your Music en Reddit, en zijn tweede album werd gerecenseerd in Pitchfork Media, Consequence of Sound en Stereogum.
Parannoul beschrijft zichzelf als "gewoon een student die muziek schrijft in mijn slaapkamer". Op 1 januari 2022 bracht Parannoul Rough and Beautiful Place uit onder het pseudoniem Mydreamfever. Het album wijkt af van de shoegaze-stijl van zijn Parannoul-albums en wordt omschreven als ambient en new age. Zijn derde album onder de naam Parannoul, After the Magic, werd uitgebracht op 28 januari 2023.

## Albums
| Titel                                | Datum |
| ------------------------------------ | ----- |
| Let's Walk on the Path of a Blue Cat | 2020  |
| To See the Next Part of the Dream    | 2021  |
| After the Magic                      | 2023  |
| Sky Hundred                          | 2024  |

- International Standard Name Identifier: 0000 0004 8296 0696
- MusicBrainz: 7d517c2e-ea8a-4401-935b-42f9343630c7